# Afella Ighir
Afella Ighir (franska: Afella Ighir (CR), Afella Ighir (Commune Rurale), arabiska: تيغيرت) är en kommun i Marocko.   Den ligger i provinsen Tiznit och regionen Souss-Massa, i den centrala delen av landet, 500 km söder om huvudstaden Rabat. Antalet invånare är 4 091.